# Francisco Alejandro Portillo
Francisco Alejandro Bautista Portillo (nacido el 25 de enero de 1981) es un exfutbolista panameño retirado que jugó como portero. Es entrenador de Fútbol profesional Actualmente Gerente  de Sociedad Deportiva  Atlético Nacional  de Panamá fue entrenador de Club Deportivo  del Este De categoría Reserva y de la Categoría  Profesional entrenador porteros de Sporting San Miguelito .

## Trayectoria como jugador
Inició su carrera en el Sporting 89 y jugó en varios equipos locales. antes de emprender una carrera en el extranjero, jugando varios años en el fútbol salvadoreño. Se incorporó a Once Municipal en febrero de 2006 y en enero de 2008 se mudó al ambicioso club capitalino San Salvador FC, solo para dejarlos por Alianza FC en julio de 2008.
Regresó a Panamá en enero de 2010 para jugar nuevamente en su primer club, el Sporting San Miguelito. y más tarde fichó por el SD Atlético Nacional de Segunda División. En noviembre de 2013, paró dos penales de SUNTRACS FC para ganarle a su equipo un lugar en la final del campeonato de 2.ª división. pero finalmente se quedaron sin el ascenso tras perder en la final contra el Atlético Chiriquí.

## Selección nacional
Portillo debutó con Panamá en un amistoso de agosto de 2001 contra Brasil en el que entró como suplente de última hora de Óscar McFarlane y ha disputado un total de 4 partidos internacionales sin marcar goles.
Su último partido internacional fue un partido amistoso de marzo de 2004 contra Cuba.
En 2015, Portillo fue convocado por la selección de fútbol playa de Panamá.

## Clubes
| Club                 | País        | Año         |
| -------------------- | ----------- | ----------- |
| Sporting 89          | Panamá      | 1997 - 1998 |
| Tauro FC             | Panamá      | 1999 - 2000 |
| San Francisco FC     | Panamá      | 2000 - 2001 |
| Tauro FC             | Panamá      | 2002 - 2003 |
| CD Árabe Unido       | Panamá      | 2004 - 2006 |
| Once Municipal       | El Salvador | 2006 - 2007 |
| San Salvador FC      | El Salvador | 2008        |
| Alianza FC           | El Salvador | 2008 - 2009 |
| Sporting SM          | Panamá      | 2010 - 2011 |
| SD Atlético Nacional | Panamá      | 2013 - 2016 |

## Palmarés

### Títulos nacionales
| Título           | Club                 | País   | Año     |
| ---------------- | -------------------- | ------ | ------- |
| Primera División | Tauro FC             | Panamá | 1999-00 |
| Primera División | Tauro FC             | Panamá | 2003-A  |
| Primera División | Tauro FC             | Panamá | 2003-C  |
| Primera División | CD Árabe Unido       | Panamá | 2004-A  |
| Primera División | CD Árabe Unido       | Panamá | 2004-C  |
| Liga de Ascenso  | SD Atlético Nacional | Panamá | 2014-A  |